# Cyllodania bicruciata
Cyllodania bicruciata är en spindelart som beskrevs av Simon 1902. Cyllodania bicruciata ingår i släktet Cyllodania och familjen hoppspindlar. Inga underarter finns listade i Catalogue of Life.